# الوطنية المصرية للتطوير والتنمية الصناعية
الشركة الوطنية المصرية للتطوير والتنمية الصناعية هي شركة مساهمة حكومية مصرية، تابعة لجهاز مشروعات الخدمة الوطنية للقوات المسلحة أحد أجهزة وزارة الدفاع، أنشأت بقرار رئيس مجلس الوزراء رقم 50 لسنة 2018 كمنطقة حرة خاصة، تعمل في مجال إنتاج وتصنيع الغزل والنسيج، الأثاث، ومهمات الوقاية العسكرية، يقع مقرها الرئيسي بمنطقة الروبيكي الصناعية بمدينة بدر بمحافظة القاهرة، على مساحة 429 فدان مقسمة إلى مرحلتين، الأولى على مساحة 203 فدان، والثانية على مساحة 226 فدان، تضم المرحلة الأولى سبعة مصانع في مختلف قطاعات الإنتاج.

## قطاعات الشركة
تضم الشركة أربعة قطاعات إنتاج رئيسية هي:
قطاع مهمات الوقاية
يضم مصنع يقوم بإنتاج الخوذ القتالية بطاقة إنتاجية حوالي 15000 خوذة سنويًا، وكذلك السترات الواقية بطاقة إنتاجية حوالي 60000 سترة سنويًا.
قطاع الغزل
يضم مصنع للغزل الرفيع على مساحة 16500 متر مربع، يقوم بإنتاج الغزول القطنية الرفيعة بطاقة إنتاجية حوالي 1350 طن سنويًا، ومصنع للغزل السميك على مساحة 19780 متر مربع ويُنتج الغزول القطنية السميكة بطاقة إنتاجية حوالي 2700 طن سنويًا.
قطاع النسيج
يضم مصنع النسيج المستطيل يقوم بإنتاج أنواع مختلفة من الأقمشة المنسوجة بطاقة انتاجية حوالي 9 مليون متر سنويًا، مصنع النسيج الدائري ويُنتج أنواع مختلفة من أقمشة التريكو بطاقة إنتاجية حوالي 3000 طن سنويًا، ومصنع الصباغة والطباعة بطاقة إنتاجية حوالي 10.5 مليون متر سنويًا.
قطاع الأثاث
يضم مصنع للأثاث الخشبي طاقة إنتاجية حوالي 165 ألف قطعة سنويًا، ومصنع للأثاث المعدني بطاقة إنتاجية حوالي 180 ألف قطعة سنويًا.

## وصلات خارجية
- الموقع الرسمي للشركة.